# Los Sebastianes
Los Sebastianes är en ort i Mexiko.   Den ligger i kommunen Santo Domingo de Morelos och delstaten Oaxaca, i den sydöstra delen av landet, 500 km sydost om huvudstaden Mexico City. Los Sebastianes ligger 214 meter över havet och antalet invånare är 154.
Terrängen runt Los Sebastianes är lite kuperad, och sluttar söderut. Runt Los Sebastianes är det ganska glesbefolkat, med 48 invånare per kvadratkilometer. Närmaste större samhälle är San Pedro Pochutla, 18,6 km öster om Los Sebastianes. I omgivningarna runt Los Sebastianes växer huvudsakligen savannskog.